# Wundklee-Bläuling

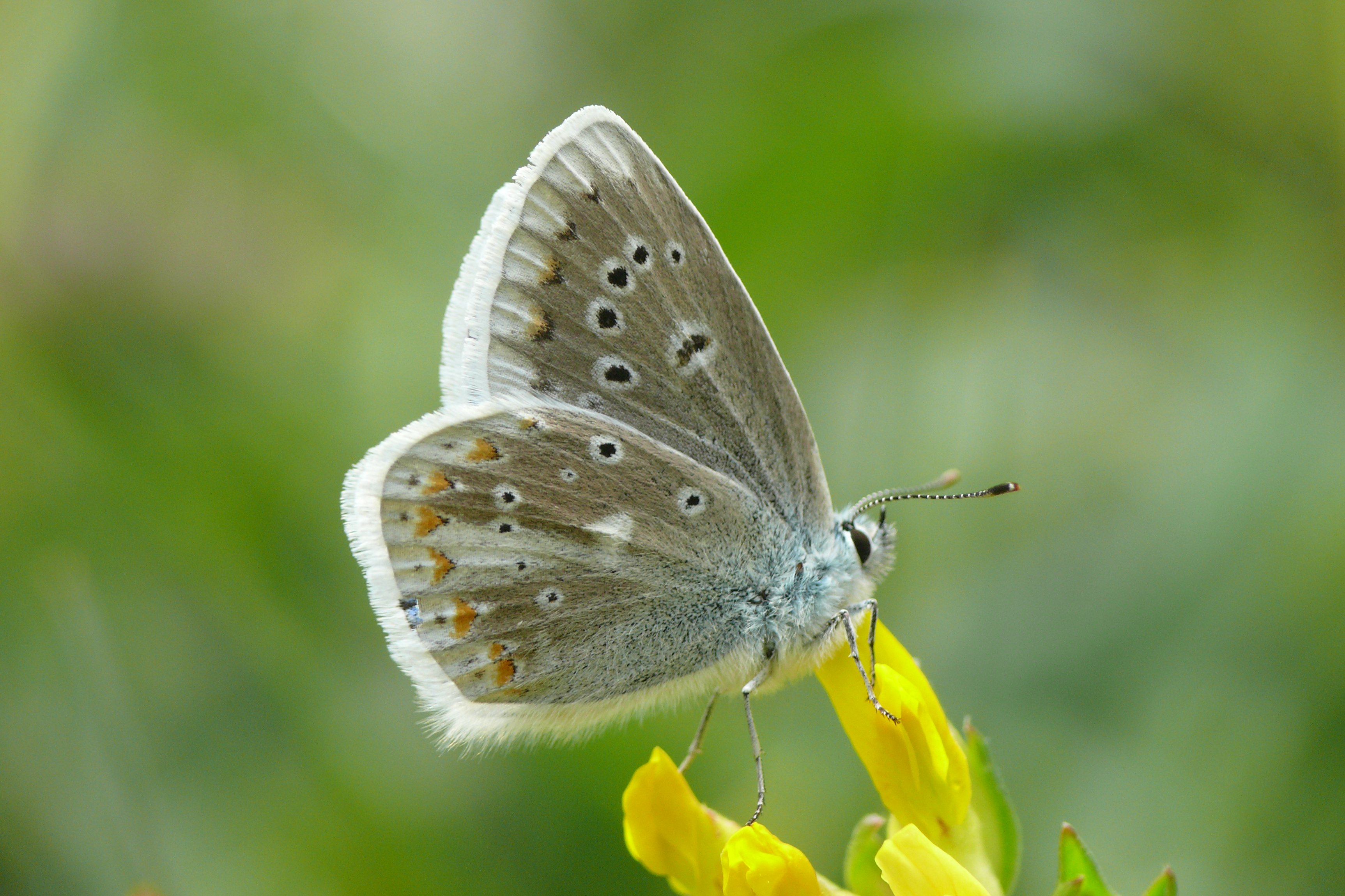
Flügelunterseite des Männchens

Der Wundklee-Bläuling (Polyommatus dorylas) ist ein Schmetterling (Tagfalter) aus der Familie der Bläulinge (Lycaenidae). Er wird gelegentlich auch als Steinklee-Bläuling bezeichnet, was aber völlig irreführend ist.

## Merkmale
Der Wundklee-Bläuling ist ein recht großer Bläuling, der sich wie viele andere Bläulinge durch einen ausgeprägten Sexualdichroismus auszeichnet. Die Flügeloberseiten sind durch einen breiten weißlich bis cremefarben gefärbten Saum gekennzeichnet. Die Flügeloberseiten der Männchen sind leuchtend blau, die der Weibchen sind braun gefärbt. Auf der Hinterflügelunterseite befindet sich ein heller keilförmiger ungezeichneter Bereich. Zusammen mit der Anordnung der Flecke dient er als Unterscheidungsmerkmal.

### Ähnliche Arten
- Polyommatus atlantica Elwes, 1905. Algerien und Marokko.
- Himmelblauer Bläuling (Polyommatus bellargus) Rottemburg, 1775. Die Männchen sind  oberseits ebenfalls intensiv blau gefärbt, der helle Flügelsaum ist jedoch gescheckt.

## Flugzeit
Die Art fliegt in tieferen Lagen in zwei Generationen von Mai bis Juni und von Ende Juli bis August. In höheren Lagen wird nur eine Generation gebildet, diese fliegt von Ende Juni bis August.

## Lebensraum
Zum Lebensraum des Wundklee-Bläulings zählen in tieferen Lagen grasige, blütenreiche Stellen zwischen Sträuchern. Im Hochgebirge sind es dagegen geschützte Senken und freie Grashänge (magere Wiesen in kalkreichen Gebieten).

## Lebensweise
Nach der Paarung legen die Weibchen die Eier an den Blättern von Wundklee (Anthyllis vulneraria) ab. Die Art ist myrmekophil und lebt mit verschiedenen Ameisenarten wie Lasius alienus, Myrmica scabrinodis und Formica cinera symbiotisch zusammen. Die kleinen Raupen überwintern im Boden unter den Futterpflanzen.

## Verbreitung
Der Wundklee-Bläuling ist verbreitet in Nord- und Mittelspanien (Montes Universales, Sierra de la Demanda, im Kantabrischen Gebirge und den Pyrenäen). Ferner von den nordwestlichen Pyrenäen bis Südschweden (einschließlich Öland und Gotland) und Litauen. Weiterhin ist er anzutreffen in Osteuropa, dem Balkan und Griechenland. In Lettland ist die Art wahrscheinlich ausgestorben. Bei den Meldungen von Korfu, Tinos und Syra handelt es sich wahrscheinlich um Namensverwechslungen. In der vertikalen Verbreitung erreicht die Art Höhen von bis zu 2300 Metern, Ebert gibt für Baden-Württemberg maximale Höhen zwischen 700 und 800 Metern an.
- Rote Liste BRD: 2[3]
- Rote Liste Baden-Württemberg: 1